# 부산역전 대화재
부산역전 대화재(釜山驛前 大火災)는 1953년 11월 27일에 부산광역시 중구의 피난민 판자촌 일대에서 발생하여, 당시 부산 중구 일대와 부산역으로 번진 화재 사건이다.

## 진행
화재가 발생한 1953년 11월 27일은 그해 7월 27일에 휴전협정으로 한국 전쟁이 휴전됨에 따라 대한민국 정부가 서울특별시로 돌아간 지 4개월째 되는 날이었다. 부산 일대는 한국 전쟁 당시 조선인민군이 점령하지 못했던 지역이었고, 정부가 전쟁을 피해 일찍 내려왔기 때문에 전쟁 피난민이 많았다. 처음으로 화재가 시작된 중구 영주동 일대에는 피난민 판자촌이 밀집해 있어서, 조그마한 불에도 대형 화재가 날 수 있었다. 11월 27일 저녁 8시 30분경에 최초의 화재가 발생하였고, 이후 바람을 타고 불길이 여러 곳으로 퍼졌다. 불길은 이튿날 6시 30분경에 잡혔지만, 재산 피해는 어마어마했다.

## 피해
이 사고로 부산역이 전소되었다. 화재 이후 초량역은 폐역되었고 1966년까지는 가건물 역사를 사용하였다가, 그 해에 역사를 착공하여 1968년에 현재 위치인 초량동 인근으로 이전하였다.
이 외에도 부산일보, KBS 부산방송총국, 부산우편국 등 도시의 교통, 통신, 방송이 마비되었다. 주택 3,132채가 완전히 불에 탔고 사상자 29명, 이재민 6000여 세대 3만여 명이 발생하는 재산과 인명 피해가 발생하였다. 피해액은 177억 환으로 현재 화폐 가치 기준 1조 7700억 원에 해당한다.

## 여파
나중에 하동군에서 국회의원을 지내게 되는 부산시장 손영수가 책임을 지고 사직했다.

## 참고
1. ↑  오마이뉴스 (2007년 8월 23일). “판자촌 시절 추억이 서린 곳, 부산 중앙동”. 2009년 6월 1일에 확인함.
2. ↑  한국철도공사. “기차역검색 - 부산역” (html).[깨진 링크(과거 내용 찾기)]
3. ↑  최차호. “격동기 부산 속 나의 체험”. 2005년 2월 14일에 원본 문서 (html)에서 보존된 문서. 2009년 6월 1일에 확인함.
4. ↑  부산광역시. “잊혀진 부산역사 - 해방 이후” (html).
5. ↑  https://newslibrary.naver.com/viewer/index.naver?articleId=1953121300329202003&editNo=1&printCount=1&publishDate=1953-12-13&officeId=00032&pageNo=2&printNo=2365&publishType=00020